# Muricopsis (Muricopsis) perexigua
Muricopsis (Muricopsis) perexigua is een slakkensoort uit de familie van de Muricidae. De wetenschappelijke naam van de soort is voor het eerst geldig gepubliceerd in 1994 door Vokes.